# Liste der estnischen Abgeordneten zum EU-Parlament (2004–2009)
Die Liste der estnischen Abgeordneten zum EU-Parlament (2004–2009) listet alle estnischen Mitglieder des 6. Europäischen Parlamentes nach der Europawahl in Estland 2004, der ersten Direktwahl nach dem EU-Beitritt.

## Mandatsstärke der Parteien
- SPE: 3
- ALDE: 2
- EVP-ED: 1

| Nationale Partei                                          | Mandate | Fraktion                                                                   |
| --------------------------------------------------------- | ------- | -------------------------------------------------------------------------- |
| Sotsiaaldemokraatlik Erakond (SDE)                        | 3       | Fraktion der Sozialdemokratischen Partei Europas (SPE)                     |
| Eesti Keskerakond (K)                                     | 1       | Fraktion der Allianz der Liberalen und Demokraten für Europa (ALDE)        |
| Eesti Reformierakond (RE)                                 | 1       | Fraktion der Allianz der Liberalen und Demokraten für Europa (ALDE)        |
| Isamaaliit (IL)Isamaa ja Res Publica Liit (IRL) (ab 2006) | 1       | Fraktion der Europäischen Volkspartei und europäischer Demokraten (EVP-ED) |
| Gesamt                                                    | 6       |                                                                            |

## Abgeordnete
| Bild | Name           | geb. | Partei | Fraktion | Kommentar                                                                |
| ---- | -------------- | ---- | ------ | -------- | ------------------------------------------------------------------------ |
|      | Tunne Kelam    | 1936 | ILIRL  | EVP-ED   |                                                                          |
|      | Marianne Mikko | 1961 | SDE    | SPE      |                                                                          |
|      | Siiri Oviir    | 1947 | K      | ALDE     |                                                                          |
|      | Katrin Saks    | 1956 | SDE    | SPE      | Am 9. Oktober 2006 für Toomas Hendrik Ilves nachgerückt                  |
|      | Toomas Savi    | 1942 | RE     | ALDE     |                                                                          |
|      | Andres Tarand  | 1940 | SDE    | SPE      | Zog statt Ivari Padar ins Parlament ein, der auf sein Mandat verzichtete |

## Ausgeschiedener Abgeordneter
| Bild | Name                 | geb. | Partei | Fraktion | Kommentar                        |
| ---- | -------------------- | ---- | ------ | -------- | -------------------------------- |
|      | Toomas Hendrik Ilves | 1953 | SDE    | SPE      | Ausgeschieden am 8. Oktober 2006 |